# Izuku Midoriya
Izuku Midoriya (緑谷 出久 Midoriya Izuku?) es un personaje ficticio y protagonista del manga My Hero Academia, creado por Kōhei Horikoshi. Izuku también aparece en la adaptación anime del manga y en las películas My Hero Academia: Two Heroes (2018), My Hero Academia: Heroes Rising (2019) y My Hero Academia: World Heroes Mission (2021).

## Concepción y creación
Izuku fue creado inicialmente como Jack Midoriya, un asalariado que trabajaba para una empresa de suministros de superhéroes. Este prototipo apareció en un cómic escrito por Horikoshi llamado My Hero de 2008. Más tarde fue cambiado a un estudiante de secundaria para My Hero Academia, sin embargo, su personaje permanece prácticamente sin cambios.

## Personaje

### Apariencia
Izuku Midoriya tiene ojos verdes redondos, cabello verde oscuro descuidado con reflejos negros y cuatro pecas simétricas debajo de los ojos en ambas mejillas. Izuku es inicialmente muy delgado, pero gracias a diez meses de entrenamiento intenso se vuelve bastante musculoso. A medida que pasa el tiempo, el cuerpo de Izuku continúa volviéndose más musculoso y pronunciado. También posee cicatrices en su brazo derecho y mano luego de una pelea con Todoroki.En su adultez y a raíz de varios acontecimientos, Deku terminó con múltiples cicatrices en sus brazos, su cuerpo y parte de su cabeza y su cara en su mejilla izquierda.
El primer traje de héroe de Izuku lo hizo su madre y consiste en un mono verde azulado con algunos detalles blancos, un cinturón rojo, botas del mismo color, un par de guantes blancos, rodilleras y coderas negras que él usa para protegerse y finalmente en la cabeza tiene una máscara con dos orejas grandes similares al cabello de All Might y un respirador con una sonrisa que simboliza la felicidad de salvar a las personas, lo mismo que hace All Might. El traje se dañó luego de un simulacro de batalla contra Bakugo e Iida. Su segundo traje es color verde oscuro con detalles en negro y es mucho más robusto y resistente que el primero. Los zapatos y coderas son siempre iguales, sin embargo, las rodilleras negras, a diferencia de antes, extienden toda la pierna y, en cambio, los guantes son de color beige con rayas azules. Su respirador ahora es de metal, en forma de diamante y tiene dos agujeros en la parte superior e inferior, de izquierda a derecha.

### Personalidad
Izuku es un chico muy tímido, servicial y educado, que a menudo reacciona exageradamente en determinadas situaciones. Después de haber sido acosado desde la infancia por haber nacido sin un don, inicialmente se lo retrata como inseguro, siendo más reservado, especialmente frente a Bakugo, quien se ha burlado de él constantemente por sus aspiraciones de ser un héroe. Cabe mencionar que los maltratos físicos y psicológicos de Bakugo hacia Izuku al que se refiere con el apodo Deku (una forma despectiva de llamar a una persona inútil en japonés) eran tan extremos que incluso llegó a incitarlo a suicidarse. Sin embargo, después de ser aceptado en la academia, hizo nuevos amigos y al enfrentarse a Bakugo durante la batalla de prueba, gradualmente se transformó en una persona más segura y valiente, hasta el punto de desarrollar algunas habilidades de liderazgo. Al ser un fan de los héroes, Izuku tiene el hábito de anotar todos y cada uno de los aspectos de los diferentes héroes que va conociendo a lo largo de la historia y gracias a esa costumbre, Izuku desarrolla buenas habilidades analíticas y de observación. Izuku exterioriza sus observaciones a través de interminables murmullos, un hábito que molesta o asusta a sus compañeros.

## Apariciones

### My Hero Academia
Izuku es una de las pocas personas nacidas sin un don. A pesar de haber nacido sin poderes, albergaba el sueño de convertirse en héroe. Su sueño se hizo realidad cuando se ganó el respeto de All Might, quien lo toma bajo su protección y le revela un secreto: él, el superhéroe más grande del mundo y el «Símbolo de la Paz», posee un don llamado One for All (ワン・フォー・オール Wan Fō Ōru?, Uno para todos), que une la fuerza de los antiguos portadores del don en un solo cuerpo dándole extraordinarias habilidades físicas. Por lo tanto, Izuku fue elegido por él como su sucesor, ya que esta habilidad no es innata, sino que ha pasado de una persona a otra, volviéndose aún más fuerte e incluso All Might, de hecho, una vez fue una persona sin poderes hasta que un día el propietario anterior del One for All se lo pasó a él para que pudiera continuar protegiendo el mundo. El defecto inicial del Quirk es que si el cuerpo no se endurece lo suficiente, su poder corre el riesgo de matar a su nuevo contenedor, por lo que Izuku entrenó duro para fortalecerse. Impulsado por haber logrado ingresar a la Academia U.A. y por la determinación de poder convertirse en un héroe, Izuku comienza a adquirir una conciencia cada vez mayor de sí mismo que con el tiempo lo ha llevado a dejar de lado su cobardía hasta el punto de enfrentarse a Bakugo en varias ocasiones.
Izuku se convierte en una influencia alentadora para sus compañeros de clase, como permitir que el prodigio de la clase Shoto Todoroki se libere de los traumas que le impidieron usar sus poderes al máximo de su potencial. Después de casi un año de actividades escolares y pasantías, algunas de las cuales son interceptadas por ataques de villanos, Izuku descubre que el aprendiz de All for One, Tomura Shigaraki, se ha vuelto lo suficientemente poderoso como para robarle el One for All. Debido a esto, Izuku decide dejar la U.A. para poder combatir a Shigaraki y su ejército de villanos sin poner en peligro a sus compañeros de clase, a quienes había informado sobre su decisión. Esto lleva a sus compañeros de clase a conocer finalmente su pasado y sus peculiaridades. Decidieron buscarlo para ayudarlo en el futuro.

### Otros medios
Izuku ha hecho apariciones fuera del manga y anime My Hero Academia. Ha aparecido en dos de las películas de la serie: en la primera película, donde derrota a Wolfram con All Might y en la segunda, donde derrota a Nine con Bakugo. También hace presencia en tres de las cuatro animaciones originales: en My Hero Academia - ¡Salvar! Entrenamiento de rescate salva a Tsuyu durante un entrenamiento de rescate; en My Hero Academia: Entrenamiento de los muertos Izuku termina herido en el hospital por un desafortunado ataque de Katsuki; y en My Hero Academia: ¡Hazlo! Entrenamiento de supervivencia de vida o muerte realiza un entrenamiento de supervivencia con Shoto y Katsuki.
Izuku es un personaje jugable en todos los videojuegos de My Hero Academia. Además, apareció en el videojuego de lucha Jump Force contra varios personajes de anime. En una campaña colaborativa entre My Hero Academia y Avengers: Infinity War, los personajes del anime comentaron sobre los vengadores que se les asignaron con Izuku hablando sobre Capitán América.

## Recepción
En una encuesta de popularidad de personajes de My Hero Academia de 2018 realizada por Crunchyroll, Izuku obtuvo el primer lugar con 11 429 votos. En las encuestas de popularidad anuales de My Hero Academia en Japón, Izuku comúnmente ocupa el segundo lugar detrás de Katsuki, aunque ocupó el primer lugar en la primera encuesta con 2 314 votos y el tercero en la cuarta encuesta con 8 301 votos contados. Izuku actualmente se ubica como el 48.º personaje más favorito en el sitio web MyAnimeList con 22 649 personas agregándolo a sus favoritos.
El personaje de Izuku ha recibido críticas positivas de los críticos. Nick Creamer de Anime News Network calificó a Izuku como un «personaje muy agradable» y señaló que «se le ha unido un rico elenco de profesores y compañeros de clase que añaden su propia personalidad». Mientras discutía sus frecuentes apariciones en las encuestas de popularidad de My Hero Academia, Nerissa Rupnarine de CBR escribió que Midoriya se destaca por sí solo a pesar de seguir algunos tropos comunes del shonen, y agregó que el desarrollo del personaje de Izuku es «verdaderamente admirable y cautivador de ver». En su reseña de la película My Hero Academia: Heroes Rising, Teo Bugbee de The New York Times mencionó cómo la ternura de Izuku «se sumaba a la potencia sorprendentemente emocional de la película».